# Pedro Bruch Cortecáns
Blahoslavený Pedro Bruch Cortecáns, řeholním jménem Anastasio Pedro (30. června 1869 Girona – 14. září 1936 Madrid), byl španělský římskokatolický řeholník Kongregace školských bratří a mučedník.

## Život
Narodil se 30. června 1869 v Gironě.
Po vzoru svého bratra Amancia vstoupil do noviciátu Kongregace školských bratří v Béziers a přijal jméno Anastasio Pedro. Jeho dobrý humor a kouzlo jeho úsměvu mu vyneslo jméno "Don Pedro". Začal působit na škole Colegio de San José v Barceloně. Poté byl poslán do Manlleu. Poté, co se zhoršilo jeho zdraví, byl poslán do Madridu. Po smrti jednoho ze spolubratrů v Jerezu byl vybrán jako jeho náhradník. V příznivém podnebí Andalusie se jeho zdraví zlepšilo. Poté se stal ředitelem madridské školy San Rafael. Dále působil v Asturii a nakonec se vrátil zpět do Madridu. Podle spolubratrů vedl velmi hluboký duchovní život.
Když v červenci 1936 vypukla španělská občanská válka, jeho řeholní kongregace byla předmětem prvních útoků revolucionářů. Na počátku září roku 1936 byl zatčen Iberskou anarchistickou federací a 14. září 1936 zastřelen. Jeho tělo bylo identifikováno rodinou ve městě Hortaleza nedaleko Madridu.

## Proces blahořečení
Po roce 1990 byl v arcidiecézi Madrid zahájen jeho beatifikační proces spolu s dalšími 24 mučedníky Kongregace školských bratří a Řádu karmelitánů. Dne 19. prosince 2011 uznal papež Benedikt XVI. mučednictví této skupiny řeholníků. Blahořečeni byli 13. října 2013 ve skupině 522 mučedníků Španělské občanské války.